# Joachin Yaw Acheampong
Joachin Yaw Acheampong ou Yaw (Accra, 2 de novembro de 1973) é um ex-futebolista profissional ganês, atuava como meio-campo, medalhista olímpico de bronze.
Joachin Yaw Acheampong conquistou a a medalha de bronze em Barcelona 1992.